# کلوستریمتسا
کلوستریمتسا (به لاتین: Kloostrimetsa) یک منطقه در تالین، استونی است.

## خصوصیات
کلوستریمتسا که در ناحیه پیریتا واقع شده ۸۰ نفر جمعیت دارد.

## نگارخانه

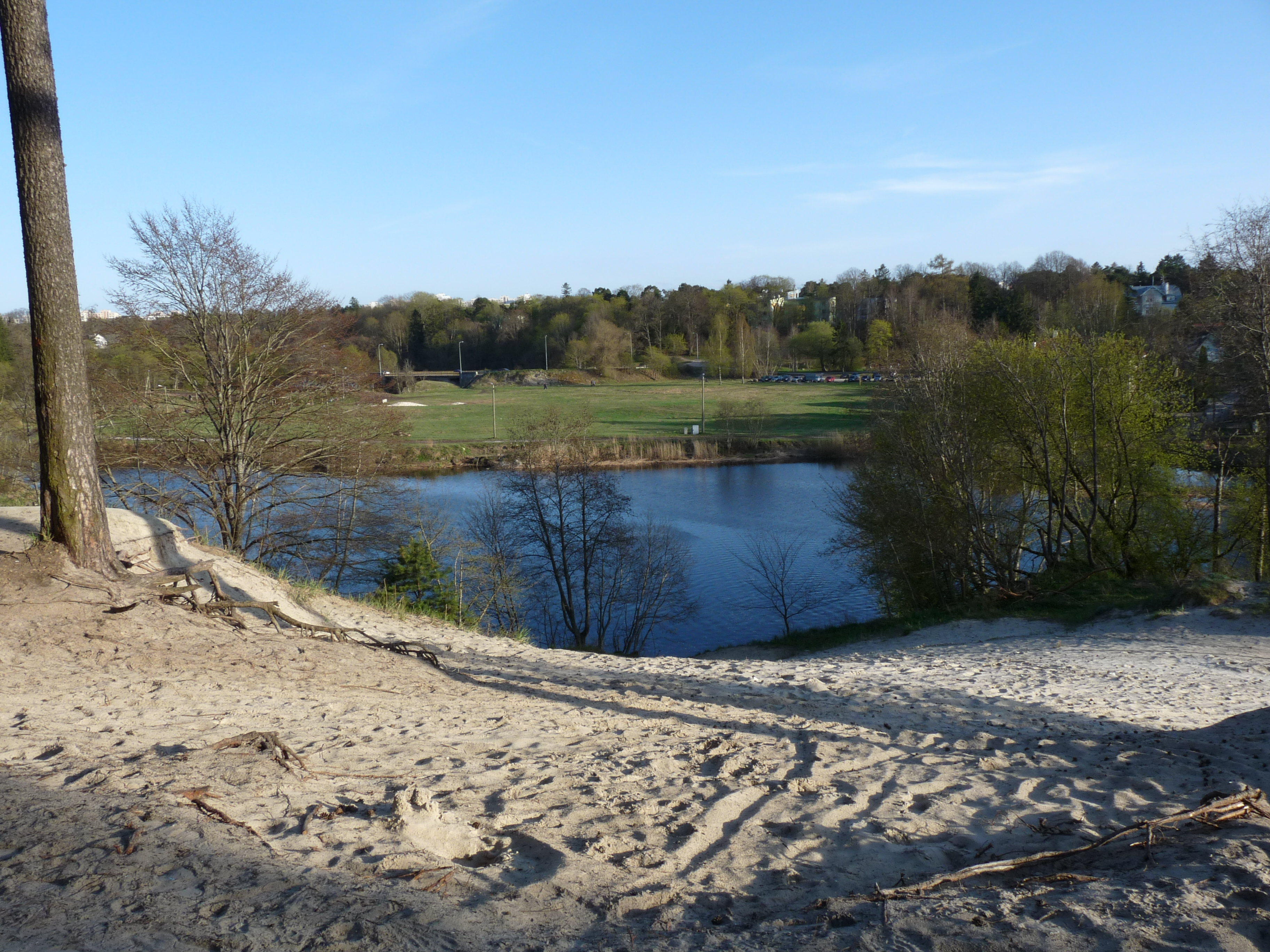
رود پیریتا
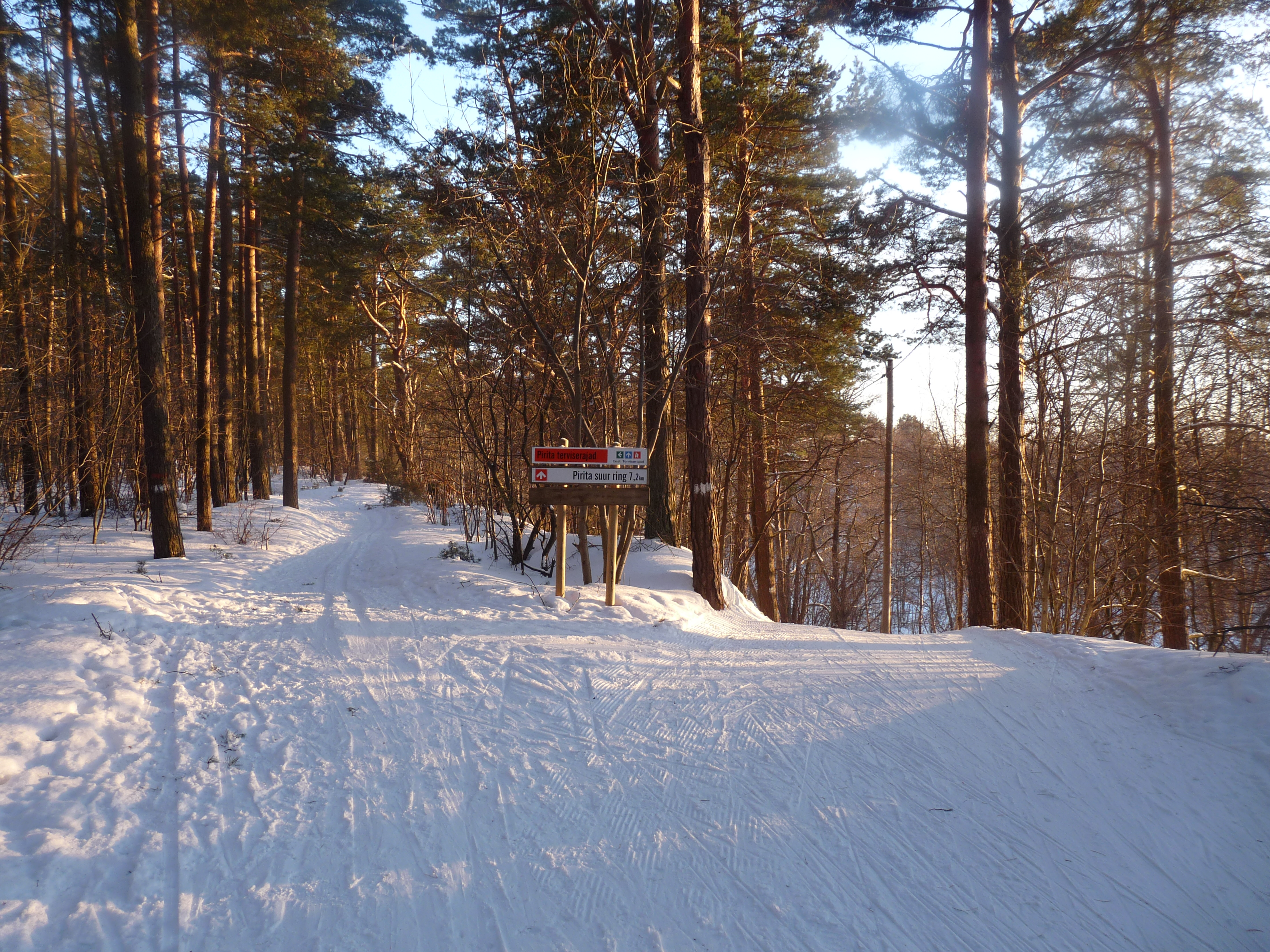
Kloostrimetsa forest in winter
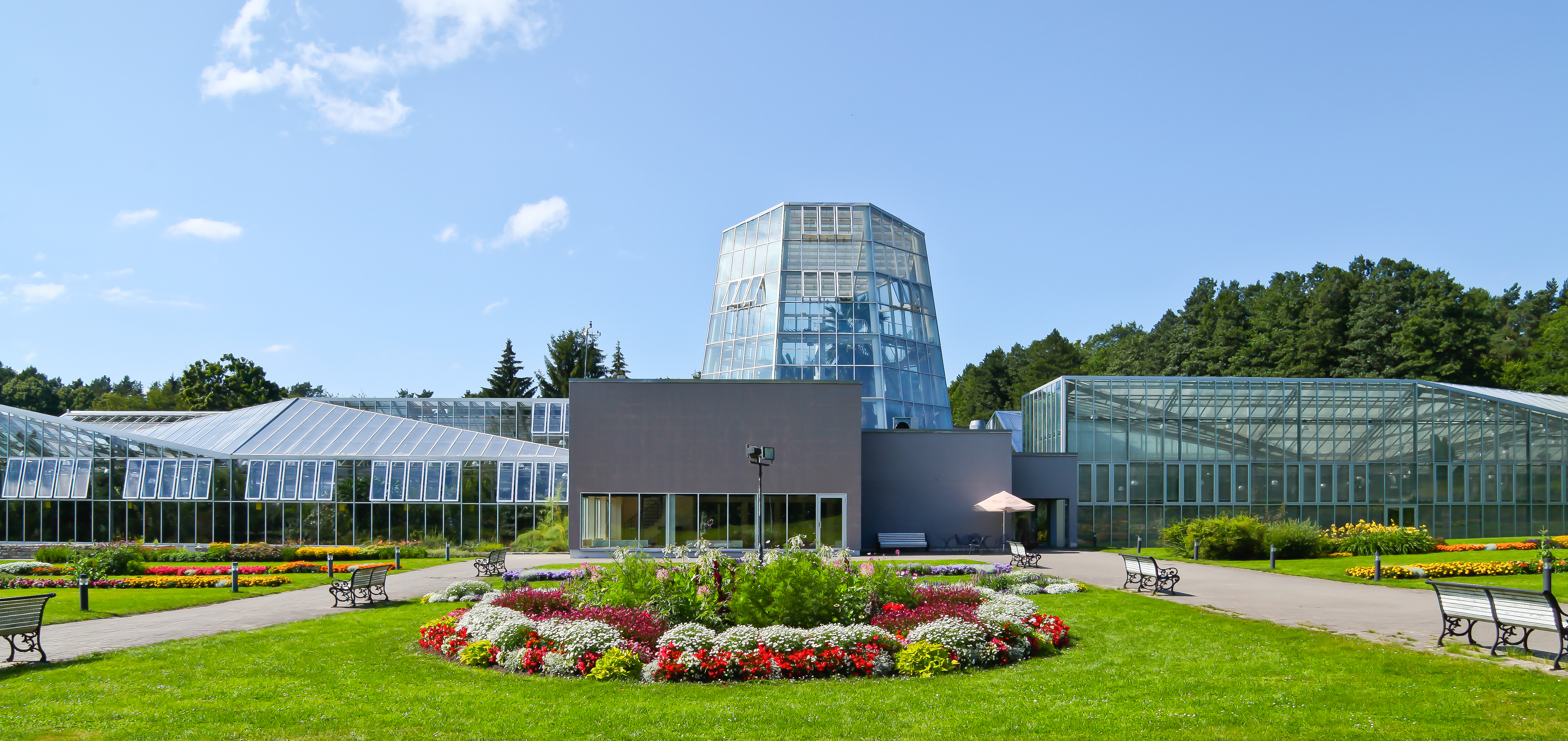
باغ گیاه‌شناسی تالین
کلیسای گورستان Metsakalmistu